# 方達 (愛荷華州)
方達（英語：Fonda）是一個位於美國愛荷華州波卡洪塔斯縣的城市。

## 地理
方達的座標為42°34′58″N 94°50′45″W / 42.58278°N 94.84583°W，而該地的平均海拔高度為372米（即1220英尺）。

## 人口
根據2010年美國人口普查的數據，方達的面積為2.72平方千米，當中陸地面積為2.72平方千米，而水域面積為0.00平方千米。當地共有人口631人，而人口密度為每平方千米231人。